# Farges (Ain)
Farges è un comune francese di 863 abitanti situato nel dipartimento dell'Ain della regione dell'Alvernia-Rodano-Alpi.

## Storia
Il giurista e riformatore protestante piemontese Matteo Gribaldi, nato a Chieri, nel 1535 circa si trasferì a Farges, dove sposò donna Giorgine Carrax (o Carrat). Gribaldi divenne il proprietario del Château de Farges (castello di Farges), dove  viveva in estate, e dove morì di peste nel mese di settembre 1564. Si fregiava del titolo di Sieur de Farges (signore di Farges).

## Società

### Evoluzione demografica
Abitanti censiti